# 반계수록

《반계수록》(磻溪隨錄)은 1670년(현종 11년)에 완성되어 1769년(영조 45년)에 간행된 반계 유형원의 대표적인 저술로서 국가체제에 관한 책이다. 총26권. 유형원의 만년의 저작으로 20년에 걸친 연구와 탐구를 토대로 49세에 집필을 완성하였다. 젊은 시절 지방을 자주 유람하면서 직접 목격한 민생의 현실, 그리고 말년에 그가 은거하던 전라북도 부안군 보안면 우반동(愚磻洞)에서 농민과 더불어 생활하며 얻은 제세구민론(濟世救民論)의 집대성이라고 할 수 있다. '반계'는 유형원이 살던 우반동의 이름에서 따온 그의 호이며, '수록'이란 '붓 가는 대로 갈겨 쓴 글'이라는 저자의 겸손이 담겨있다.

## 내용

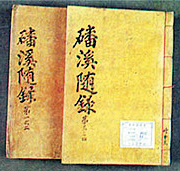
반계수록

서문(약산 오광운著)에서 그는 조선에 대해 개혁하지 않으면 안 될 절박한 현실에 처해 있다고 강조하며, 과거 위주의 공부보다는 실제 현실에 필요한 정책을 제시하는 것이 중요하다고 역설한다. 우선 권1ㆍ2는 「전제(田制)」, 권3ㆍ4는 「전제후록(田制後錄)」, 권5ㆍ6은 「전제고설(田制攷設)」, 권7ㆍ8은 「전제후고설(田制後攷設)」, 권9ㆍ10은 「교선지제(敎選之制)」, 권11ㆍ12는 「교선고설(敎選攷說)」, 권13은 「임관지제(任官之制)」, 권14는 「임관고설(任官攷說)」, 권15ㆍ16은 「직관지제(職官之制)」, 권17ㆍ18은 「직관고설(職官攷說)」, 권19는 「녹제(祿制)」, 권20은 「녹제고설(祿制攷說)」, 권21ㆍ22ㆍ23ㆍ24는 「병제(兵制)」 등 국방과 군사 제도에 관한 내용이다. 모두 토지제도ㆍ인재 등용ㆍ관리 선출ㆍ교육 제도ㆍ녹봉 지급ㆍ군사 등 여섯 가지의 부문을 소재로 각 편마다 고설(攷說)을 붙이고 한국과 중국의 옛 문헌을 인용하면서 그가 주장하는 논설의 이론적 뒷받침으로 삼았다.
《반계수록》전체 내용의 거의 1/3을 차지하고 있는 것은 토지 문제인데, 이는 저자가 토지제도에 깊은 관심을 갖고 있었음을 보여준다. 저자는 "토지제도를 바로잡지 못하면 백성의 생활이 안정되지 못하고, 국가의 모든 제도가 혼란에 빠지며 정치나 교육도 소홀해진다. 토지는 국가의 큰 근본이니 그것이 무너지면 모든 제도가 문란해진다."며, 국가에서 토지를 농민에게 고르게 분배하고 또 환수할 수 있는 균전제(均田制)를 통해서 자영농을 육성해야 한다고 주장했다. 또한 토지문제 바로 뒤에 이어지는 교육제도와 과거제도의 문제점에 대해, 과거가 출세의 도구가 되어 선비들은 그저 옛 문장 수집하는 데에만 치중한다며 그에 대한 대안으로 과거제를 없애고 그 대신 태학(太學, 성균관)을 마친 자를 진사원(進士院)에 소속시켜 실무를 익히게 한 뒤 문벌이 아닌 능력에 따라 등용하게 하자는 공거제(추천제도)를 주장하고 있다.(과거에 대한 비판적 생각은 당시 실학자들의 일관된 생각이었다) 또한 향약(鄕約) 같은 사회조직을 통해 전체 인민을 교화하는 바탕 위에서 단계별 교육기관을 운영할 것을 주장하고, 각 군현의 읍학(邑學)과 서울의 4학(學)을 1차 교육기관으로, 각 도의 영학(營學)과 서울의 중학(中學)을 2차 교육기관으로, 중앙의 태학을 최고 학교로 하고, 능력에 따른 각급 학교의 천거에 의해 진학하며 비용은 전액 국가에서 담당해야 한다고 주장하였다.
관직 임명에 대해서도 유형원은 관료의 임기제를 철저하게 지켜 행정의 실효성을 꾀하고, 왕실을 위해 설치한 많은 관청들을 대폭 축소하여 국가 재정을 안정시킬 것을 주장한다. 특히 비변사를 없애고 의정부에서 육조(六曹)로 이어지는 행정체계를 복구하며, 3정승 중에 영의정만을 두어 행정의 효율성을 높이자는 주장도 내놓았다. 실무 관직자인 당하관(堂下官)과 지방의 감사 및 수령의 재임 기관이 너무 짧다고 지적하고, 그 임기를 6년 내지 9년으로 늘리자고 하였다. 또한 그들에게 예하 관인을 선택할 수 있는 권한을 주고 공로에 대해서도 승진보다는 다른 보상을 주어 전문 관료제를 운영하자고 주장하였다. 그리고 관리의 녹봉 지급에 대해서도 관료의 봉급을 증액해서 부정을 없게 하고, 하위직 서리에게도 일정한 봉급을 지불해 그들이 백성을 수탈하는 일이 없게 하자고 제안했다.(당시 하급 서리 즉 향리ㆍ아전에게는 녹봉이 전혀 지급되지 않았으며, 이는 향리ㆍ아전들이 삼정의 문란으로 대표되는 백성에 대한 수탈과 부정부패, 비리에 앞장서게 한 원인이 되었다고 지적받고 있다) 국방에 대해서는 병농일치의 군사조직과 함께 성지 수축과 무기 개선, 정기적인 군사훈련 실시 등을 주장한다.(성지 수축에 대한 그의 주장은 훗날 정조가 수원화성을 쌓는데 하나의 이론적 토대를 제공해주었다) 병농일치를 원칙으로 토지 4경(頃)을 경작하는 농민이 정병 1명과 보인(保人) 세 명을 내되 사(士)와 관리는 군역을 면제하자고 하는데서는 양반에 대해서 군역이 면제된 당시의 현실을 보여주는 한계로 지적되기도 한다.
본문 뒤에 이어지는 속편에서는 당시의 노비제도의 문제점을 언급하며, 노비세습 제도의 폐지를 위한 전단계로서 종모법(從母法)을 실시해 노비의 숫자를 줄여나가자는 현실적인 방안을 주장하고, 미완으로 끝난 보유편 「군현제」에서는 여러 군현의 개편안을 제시하기도 했다.

## 연구 및 평가

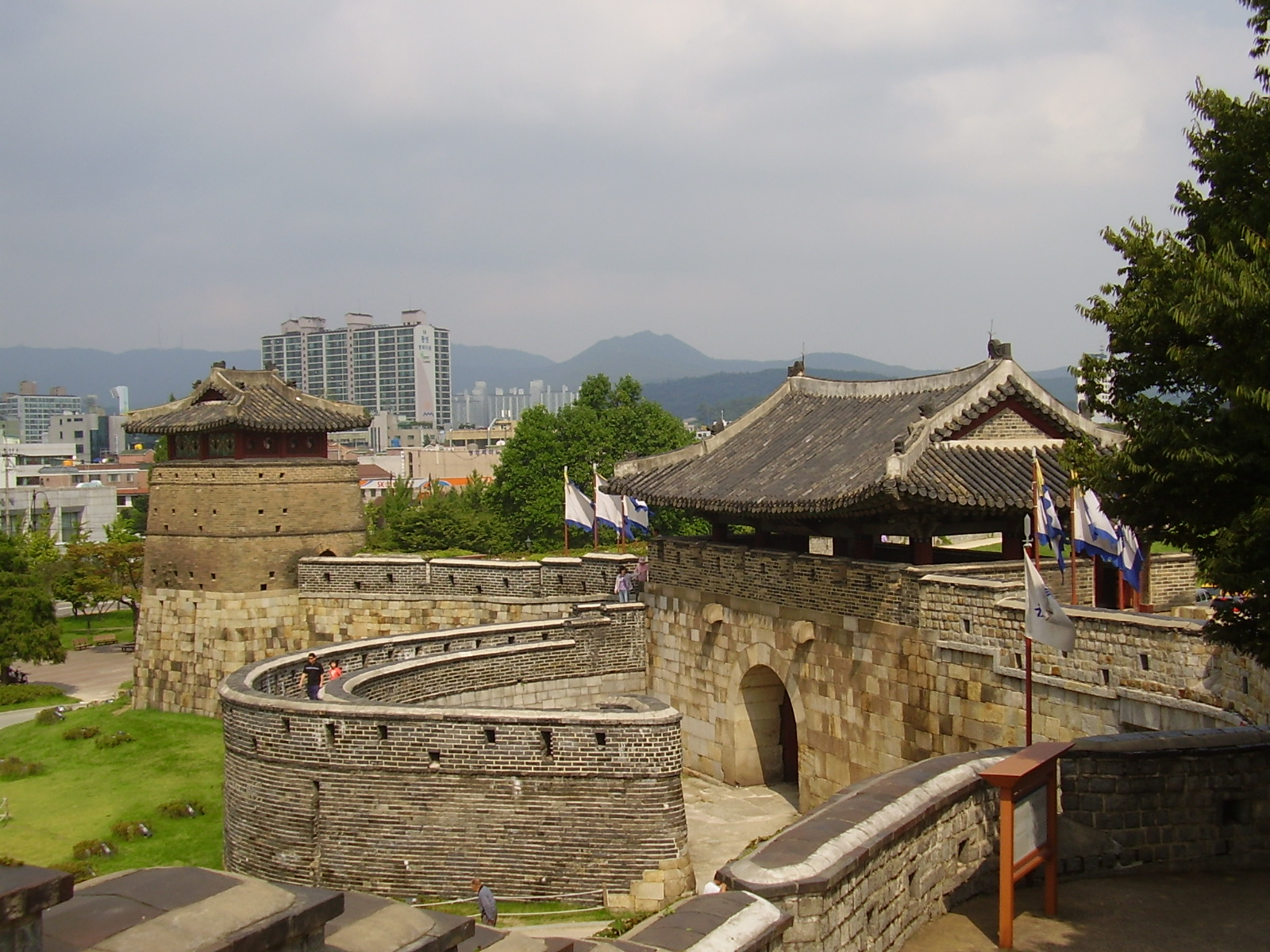
수원 화성의 화서문과 서북공심돈. 정조의 수원화성 축조에는 유형원이 제시한 성지 축성에 대한 이론과 주장이 그 뒷받침으로 작용했다.

17세기 중ㆍ후반의 조선은 왜란과 호란으로 이어진 전란의 상처를 극복하고, 새로운 사회구조 개편이 요구되었던 시대였다. 그 과정에서 대두된 것이 실학이었고 실학에서 가장 크게 강조된 개념이 바로 '개혁'이었는데, 유형원의 《반계수록》은 그 '개혁'의 방향을 구체적으로 제시하는 한편, 당시 시대가 요구하는 대안을 체계적으로 세분화하여 정리했으며 그것은 후대의 남인 실학자들의 개혁사상의 원류이자 '개혁 교과서'로 자리매김하게 되었다는 평가를 받고 있다.
저자 유형원이 재야의 학자였던데다가 인조반정으로 몰락한 북인 계열이었던 탓에 처음에는 그 가치를 인정받지 못했는데, 숙종 4년(1678년) 유형원과 평소 교분이 깊었던 배상유가 상소하여 《반계수록》이 제시한 정책을 시행할 것을 청했고, 영조 17년(1741년)에도 유형원의 제자였던 승지 양득중(梁得中)이 경연에서 《반계수록》을 강론하자고 청하는 등 《반계수록》의 중요성은 꾸준히 제기되었다. 일찍이 소론 계열의 학자로서 유형원과 동시대를 살았던 윤증(尹拯)은 《반계수록》을 읽고 크게 감탄하였는데, 그가 타계한지 38년이 지난 1711년에 책의 내용에 감명을 받아 직접 발문을 쓰기도 했다. 윤증은 그의 저서를 구해다 집에 두고 읽어보면서 "세상을 경륜할 업무에 뜻을 둔 자가 채택하여 실행할 수만 있다면 저술한 공로가 그때서야 제대로 나타날 것이니 어찌 사라져버릴 이치가 있겠는가"라며 극찬하였다. 마침내 영조 36년(1760년) 영조는 《반계수록》3부를 국가에서 인쇄, 간행하라는 명을 내린다.
정조 또한 《반계수록》에 주목했는데, 대표적인 것이 수원 화성 등의 축조로 유형원 자신이 《반계수록》에서 수원에 성을 쌓아야 함을 주장한 바 있으며, 정조는 "백 년 전에 마치 오늘의 역사를 본 것처럼 논설했다"며 유형원을 높이 평가했다. 토지소유관계를 초점으로 삼은 그의 개혁론은 이후 중농주의 실학자들의 가장 중요한 논점이 되었지만, 대토지 소유자의 반발에 대해서는 '극형으로 다스린다'는 것 말고는 별다른 대책을 내놓지 못하는 등, 실제 시행하기에 약점이 많은 것도 사실이다.

## 출전
- 정전법

옛날 정전법은 아주 이상적인 제도이다. 토지 경영이 바로잡히면 모든 일이 제대로 될 것이다. 백성은 일정한 직업을 갖게 되고, 군사 행정에는 도망자를 찾는 폐단이 없어지며, 귀하고 천한 사람, 높고 낮은 사람 모두가 자기 직책을 갖게 될 것이므로 민심이 안정되고 풍속이 돈독하고 너그러워질 것이다. -유형원, "반계수록"-

## 간행본
1991년에 여강출판사에서 전4권으로 번역본이 간행되었고, 도서출판 명문당에서도 1권본으로 간행하였으며, 북한과학원고전연구실에서도 《반계수록》의 번역본을 내놓았다.

## 관련 문헌
- EBS 이야기 한국사 13,14강 뚝심의 탕평 영조 이금(1),(2)

## 같이 보기
- 중농주의
- 중상주의
- 유형원
- 실학
- 북인
- 허목
- 윤휴
- 윤선도
- 김육
- 윤증
- 이익
- 성리학

## 참조 문헌
- 신병주,「규장각에서 만난 조선의 명품들」2007, 책과함께